# Kameliasläktet
Kameliasläktet eller kamelior (Camellia) är ett släkte med blommande växter i familjen teväxter. Kameliorna kommer ursprungligen från östra och södra Asien, från Himalaya och österut till Japan och Indonesien. Många arter odlas för framställning av dryck (te), olja (kamelians tsubakiolja) eller som prydnadsväxt.
Antalet arter i släktet är omdiskuterat, men vanligen anges mellan 100 och 250.

## Biologi
Kameliasläktets arter – omnämt som 120 eller 220 till antalet – arter är städsegröna buskar och små träd som är mellan 2 och 20 meter höga. Bladen är enkla, tjocka, sågade, vanligen glänsande och mellan 3 och 17 centimeter långa. Blommorna är öppna och 10–15 centimeter i diameter, med 5–9 kronblad (antalet kronblad hos hybrider kan vara annorlunda). Blomfärgen är vanligen vit, rosa eller röd, i några fall gul. Frukten är en torr kapsel.
Arterna i släktet ackumulerar metallen aluminium i plantan.

### Biotop och förekomst
Släktet är i allmänhet anpassat till kemiskt sura jordar och växer inte bra där jorden innehåller kalk. De flesta arterna kräver stora nederbördsmängder och tål inte alls torka.
Släktet har sitt ursprung i tropiska och subtropiska delar av Asien, från Himalaya till Japan och Indonesien. De flesta arterna hör naturligt hemma i Kina, Japan eller Indien, med en särskild koncentration till södra Kina och Bortre Indien.

## Odling och användning
Släktets arter har förekommit i odling, som livsmedel, läkemedel, framställning av olja för tekniska eller kosmetiska ändamål eller som prydnadsväxt, hundratals till tusentals år. Totalt finns över 26 000 odlade sorter beskrivna i litteraturen.
Den i särklass viktigaste kommersiella arten är te (Camellia sinensis). Arten (åtminstone underarten kinate (C. sinesis ssp. sine nsis) anses ha sitt ursprung i Kinas provins Yunnan, där den började odlas på 500-talet f.Kr. Under Handynastin fanns en etablerad tekultur vid det kejserliga hovet, och vid 300-talet var växtens användning för medicinska ändamål utbredd. Underarten assamte (C. sinesis ssp. assaʹmica), vilken upptäcktes på 1830-talet i den indiska provinsen Assam, är dock numera den vanligaste tevarianten i odling.
Många andra kamelior odlas som prydnadsväxter, främst för blommornas skull. Bland dessa är kamelia (Camellia japonica) den mest kända arten. Av arten, som härstammar från Japan och Kina, finns över 2 000 namnsorter, många med fyllda blommor. Arten kamelia används även till att via dess frön pressa fram tsubakiolja, använd för finmekanik och som hårolja.

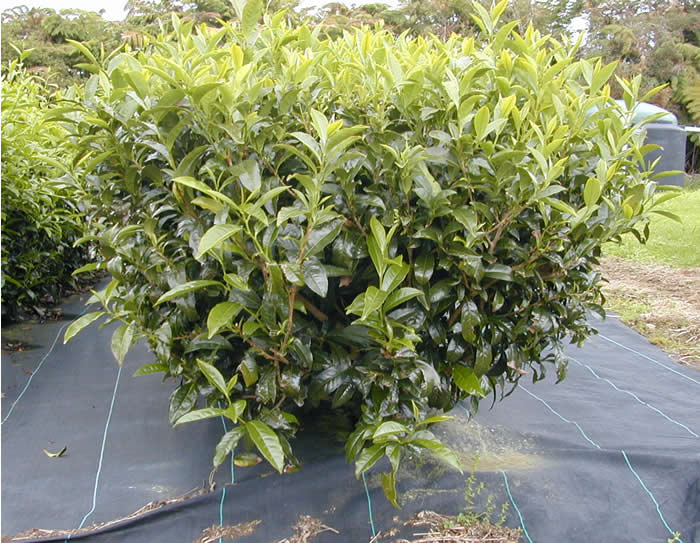
Te (Camellia sinensis).
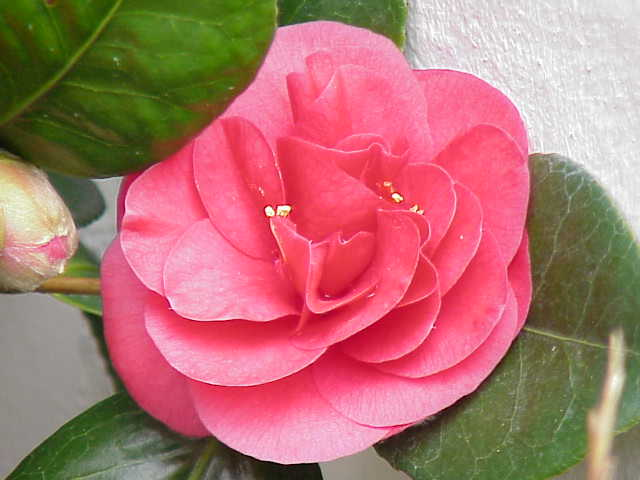
Kamelia (C. japonica) - sort med fyllda blommor.
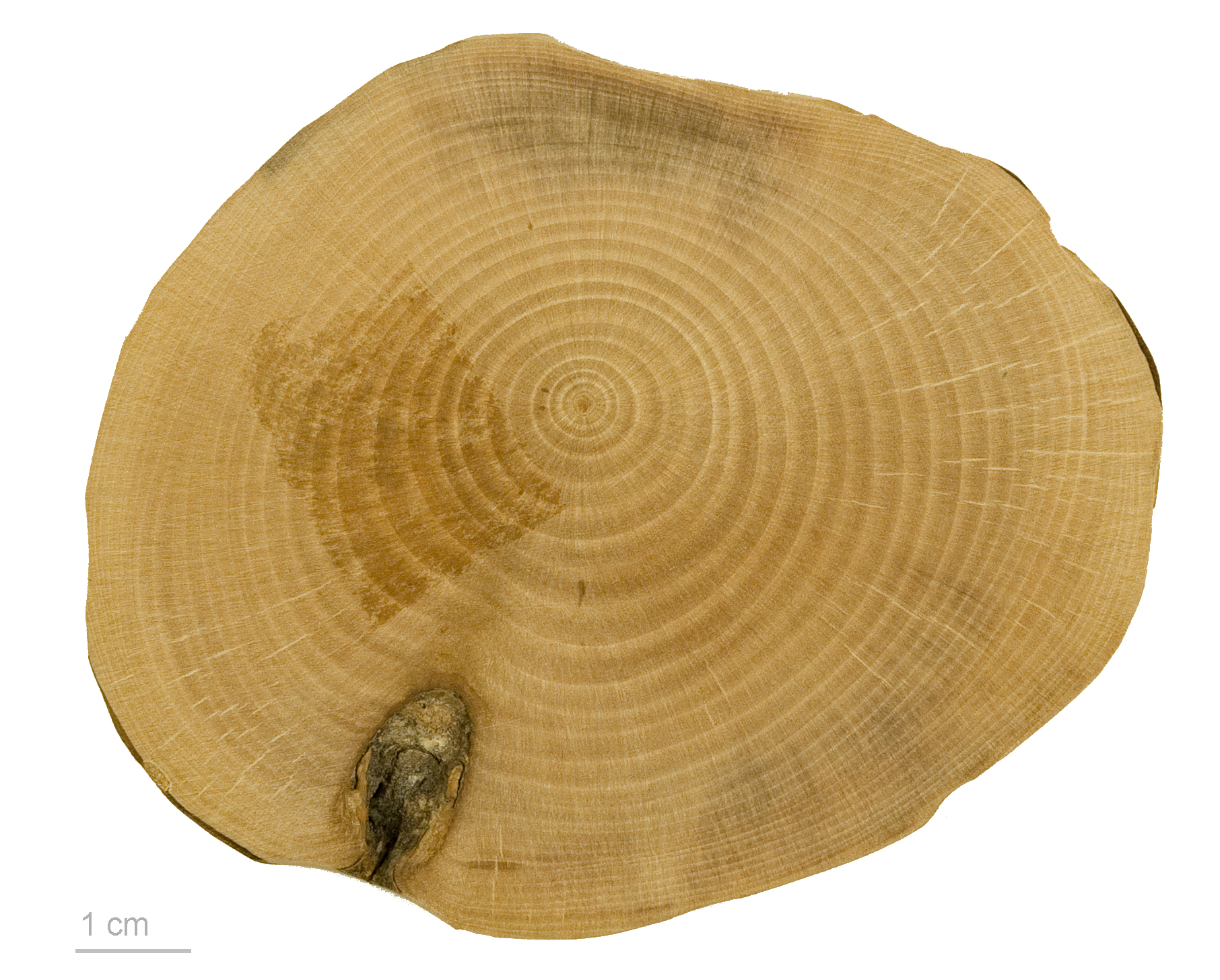
Trä av Camellia japonica.

## Urval arter
- Kamelia (C. japonica)
- Te (C. sinensis)
- Thunbergkamelia (C. sasanqua)
- Williamskamelia (C. ×williamsii)

## Namn

### Etymologi
Det vetenskapliga artnamnet Camellia är nylatin. Det är bildat efter den tysk-tjeckiske jesuiten, botanisten och zoologen Georg Joseph Kamel (1661–1706). Hans efternamn är även känt som Camellus (latin), Camel (spanska) och Kammel (tyska). Kamel verkade som apotekare och naturforskare på Filippinerna och var den förste att presentera Filippinernas flora och fauna för den europeiska vetenskapsvärlden.
En äldre synonym till släktnamnet, åtminstone för vissa arter, Camellia är Thea L. Carl von Linné placerade 1753 arten te inom det separata släktet Thea, medan botanikern Robert Sweet 1818 förenade de två släktena till ett. Sweet valde Camellia som namn på släktet.